# 電気取扱者
電気取扱者（でんきとりあつかいしゃ）とは、 「電気取扱業務に係る特別教育」又は「低圧の充電電路の敷設等の業務に係る特別教育」を修了した者。

## 概要
労働安全衛生法第59条第3項、労働安全衛生規則第36条第4号により、事業者は下記の業務に労働者をつかせるときは、当該業務に関する特別の教育を行なわなければならない。 
- 高圧若しくは特別高圧の充電電路若しくは当該充電電路の支持物の敷設、点検、修理若しくは操作の業務
- 低圧の充電電路（対地電圧が五十ボルト以下であるもの及び電信用のもの、電話用のもの等で感電による危害を生ずるおそれのないものを除く。）の敷設若しくは修理の業務又は配電盤室、変電室等区画された場所に設置する低圧の電路（対地電圧が五十ボルト以下であるもの及び電信用のもの、電話用のもの等で感電による危害の生ずるおそれのないものを除く。）のうち充電部分が露出している開閉器の操作の業務

なお、電気工事士の資格は経済産業省関係所管の資格であり、労働安全衛生法関係法令上は第一種電気工事士免状又は第二種電気工事士免状を取得しても、労働災害防止に関する事項が労働安全衛生法を満たしていないため、特別教育を受講したとみなす上位の資格とはならない。
従来は電気自動車やハイブリッド車の整備に低圧の教育を修了することが求められていたが、2019年10月1日からは、電気自動車等の整備業務に係る特別教育として独立した。なお、2019年9月30日までに低圧電気取扱者特別教育を修了した者については、引き続き電気自動車やハイブリッド車の整備の業務に従事することができる。

## 区分
- 特別高圧 - 交流、直流ともに7000Vを超えるもの
- 高圧 - 交流では600Vを超え7000V以下、直流では750Vを超え7000V以下
- 低圧 - 交流では600V以下、直流では750V以下

## 受講資格
- 満18歳以上

## 特別教育
- 特別教育は各事業所（企業等）又は都道府県労働局長登録教習機関において行われる。
- 安全衛生特別教育規程 において規定されている教育時間は下記の通り。
  - 電気取扱業務に係る特別教育
    - 学科教育　11時間以上
    - 実技教育　15時間以上(充電電路の操作の業務のみを行なう者については1時間以上)

  - 低圧の充電電路の敷設等の業務に係る特別教育
    - 学科教育　7時間以上
    - 実技教育　7時間以上(開閉器の操作の業務のみを行なう者については1時間以上)

### 講習科目
電気取扱業務に係る特別教育(安全衛生特別教育規程 第五条)
- 学科

1. 高圧又は特別高圧の電気に関する基礎知識（1.5時間）
2. 高圧又は特別高圧の電気設備に関する基礎知識（2時間）
3. 高圧又は特別高圧用の安全作業用具に関する基礎知識（1.5時間）
4. 高圧又は特別高圧の活線作業及び活線近接作業の方法（5時間）
5. 関係法令（1時間）

- 実技

1. 高圧又は特別高圧充電電路の停電・復電の確認作業
2. 開閉器の操作方法

低圧の充電電路の敷設等の業務に係る特別教育(安全衛生特別教育規程 第六条)
- 学科

1. 低圧の電気に関する基礎知識（1時間）
2. 低圧の電気設備に関する基礎知識（2時間）
3. 低圧用の安全作業用具に関する基礎知識（1時間）
4. 低圧の活線作業及び活線近接作業の方法（2時間）
5. 関係法令（1時間）

- 実技

1. 低圧充電電路の停電・復電の確認作業
2. 充電部が露出している開閉器の操作方法